# Magormissabib
Magormissabib är det namn Jeremia säger att Gud kallar prästen Pashur i Jeremia 20:3. Det har ibland använts som epitet för den som är "till skräck både för sig själv och för alla sina vänner".